# Adaja
L'Adaja és un riu d'Espanya, el segon afluent més important del Duero pel seu marge esquerre després del Tormes. Neix entre la Serrota i la serra d'Àvila, concretament en l'anomenada Font Berroqueña o Font del Ortigal (Villatoro, Àvila). Té una longitud de 163 km i drena una conca de 5.328 km². La ribera del Adaja ha rebut la catalogació com a Lloc d'Interès Comunitari (LICES4180081) per a la seva declaració com a Zona d'Especial Conservació (ZEC) dins de la Xarxa Natura 2000 de la Unió Europea, per considerar-se un corredor ecològic de primera categoria per a la fauna.

## Afluents
- Aulaque
- Fortes també anomenat Mayor
- Chico
- Arevalillo
- Hija
- Eresma
- Picuezo
- Paradillo

## Galeria

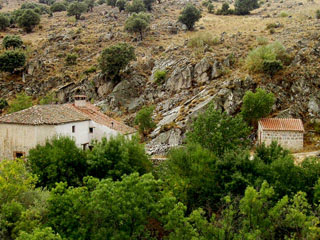
Molí a la ribera del Adaja entre Mingorría i Zorita de los Molinos.
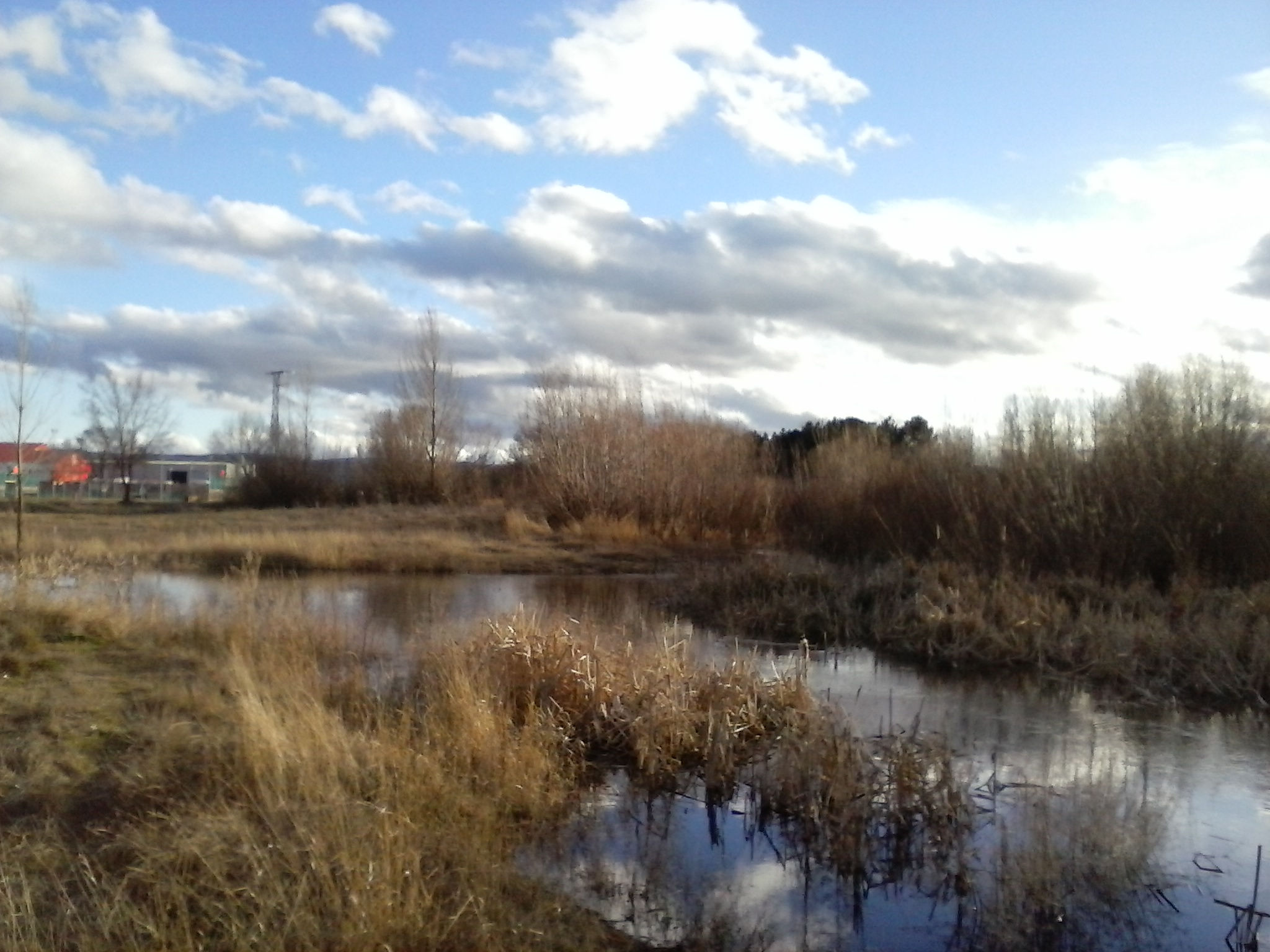
Desembocadura del Riu Chico en el Riu Adaja (Àvila).
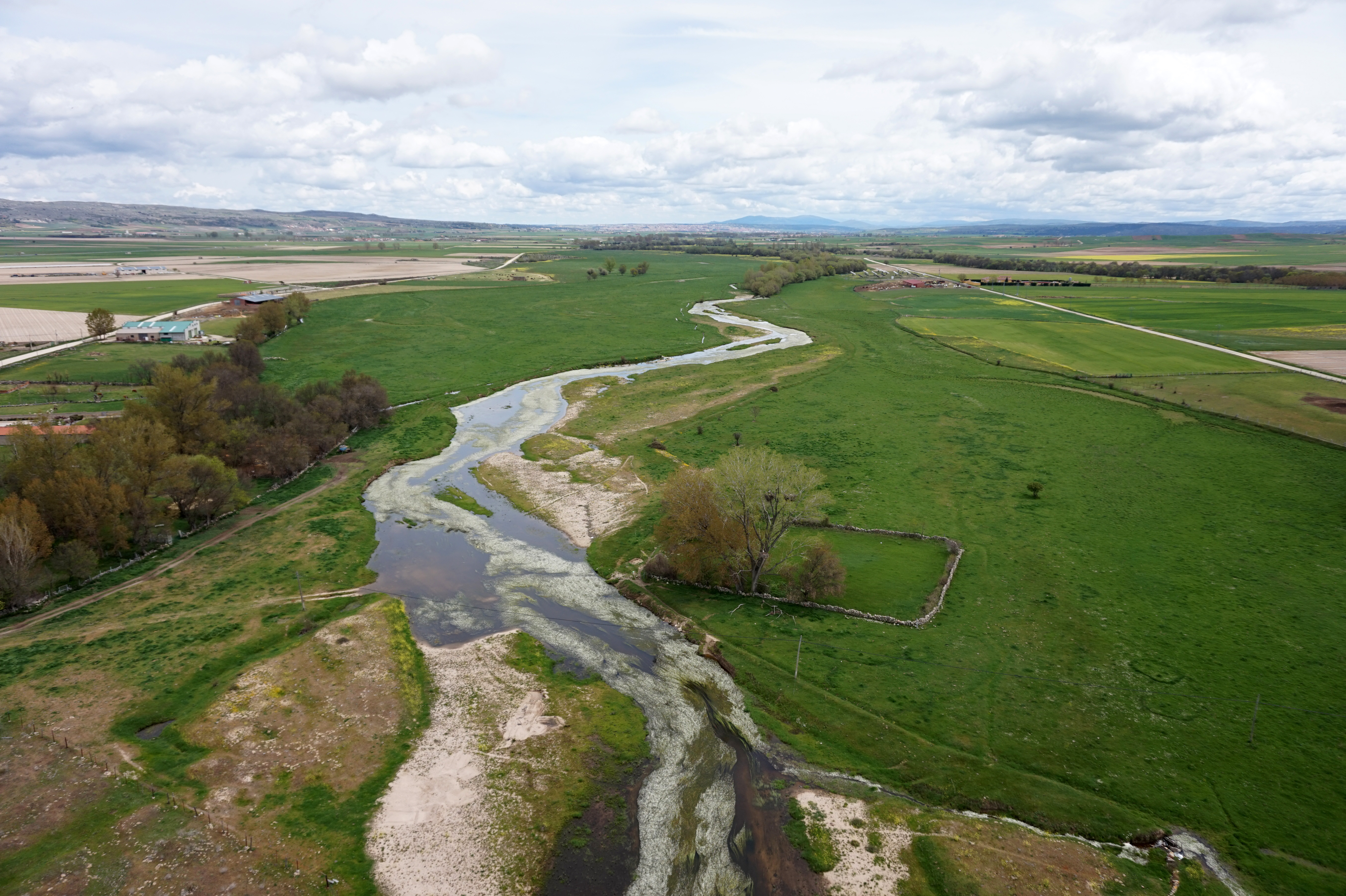
Curs alt del riu Adaja. S'aprecien les oves en flor (tons blancs) en el riu.